# Frontera entre Armenia e Irán
La frontera entre Armenia e Irán es el lindero internacional de 35 kilómetros que separa el sureste de Armenia del noroeste de Irán.

## Trazado

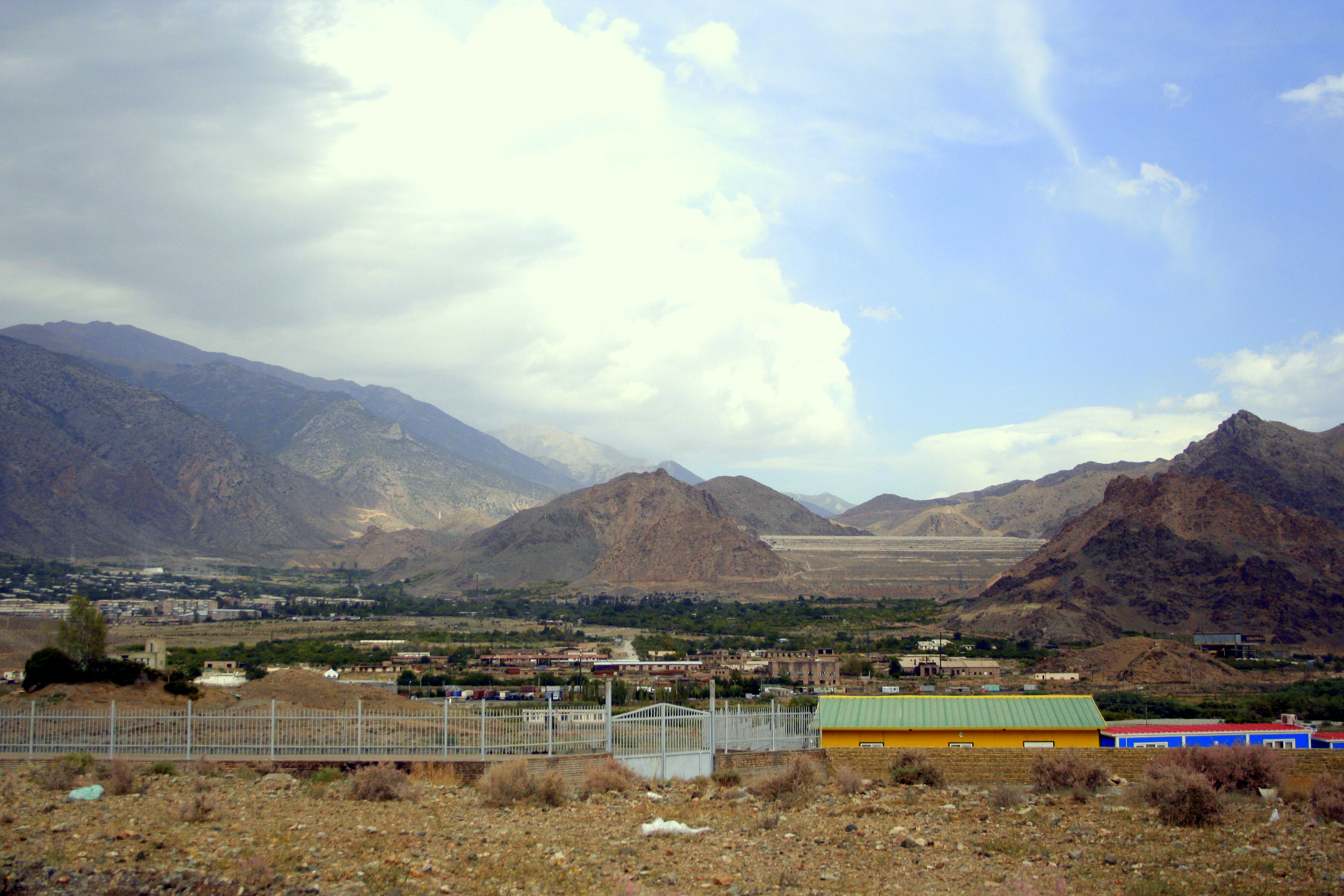
Frontera en Aragak.

Inicia en el trifinio formado con las fronteras Armenia-Azerbaiyán y Azerbaiyán-Irán (38° 52' 06" N, 46° 32' 05" E) y sigue una parte del curso del río Aras a lo largo de 35 km, separando así ambos segmentos de la frontera Azerbaiyán-Irán que sigue el curso del mismo río.
Llega finalmente a un segundo trifinio Armenia-Azerbaiyán-Irán (38° 50' 41" N, 46° 08' 25" E) ubicado al oeste de la localidad armenia de Agarak.

## Cooperación

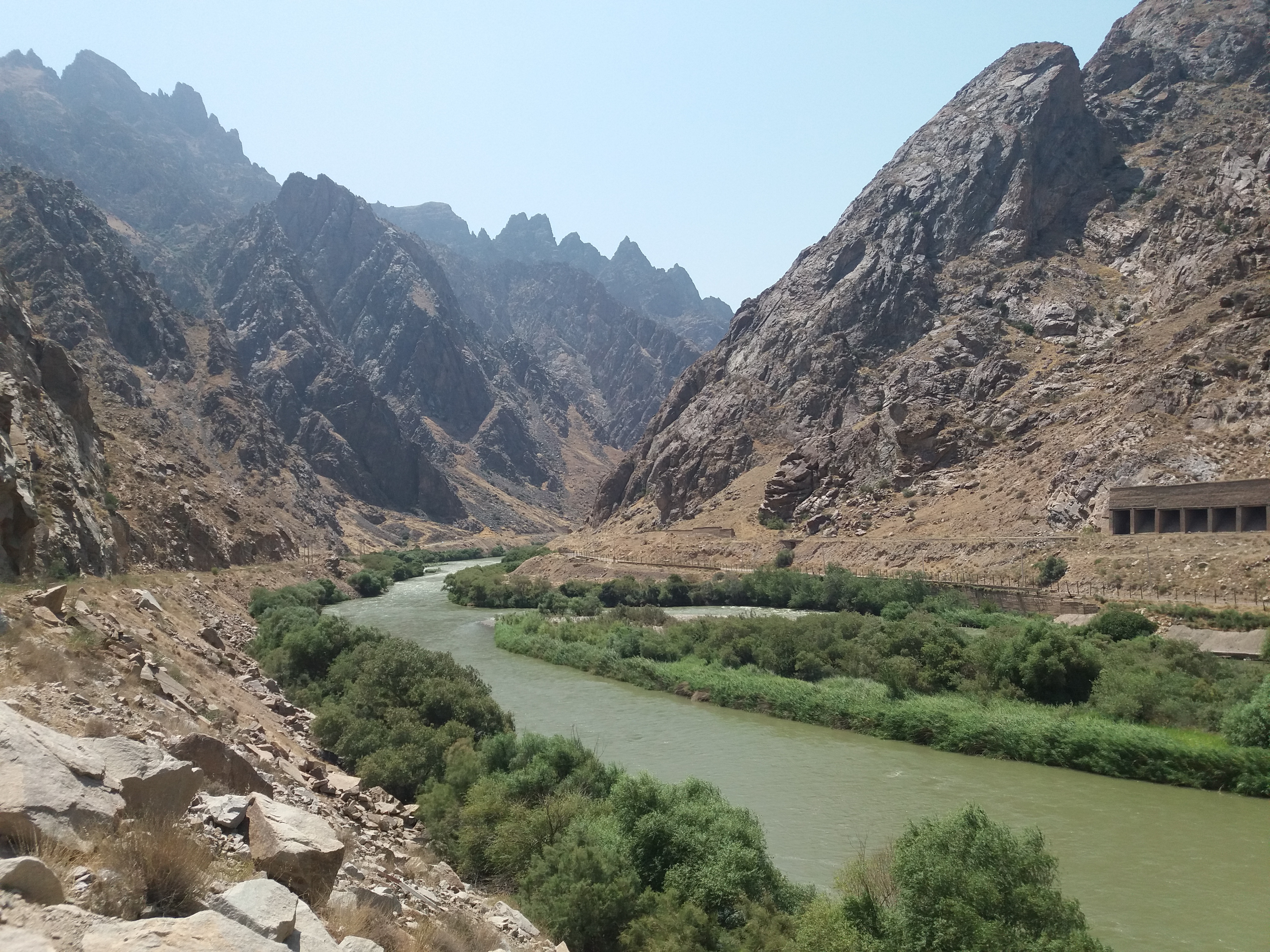
Rio Aras en Nurduz

Los ejecutivos de Irán y Armenia han decidido construir una central hidroeléctrica de 140 MW sobre el río Aras que sirve de frontera entre estos dos países.